# 그랜드 아미 플라자 (브루클린)

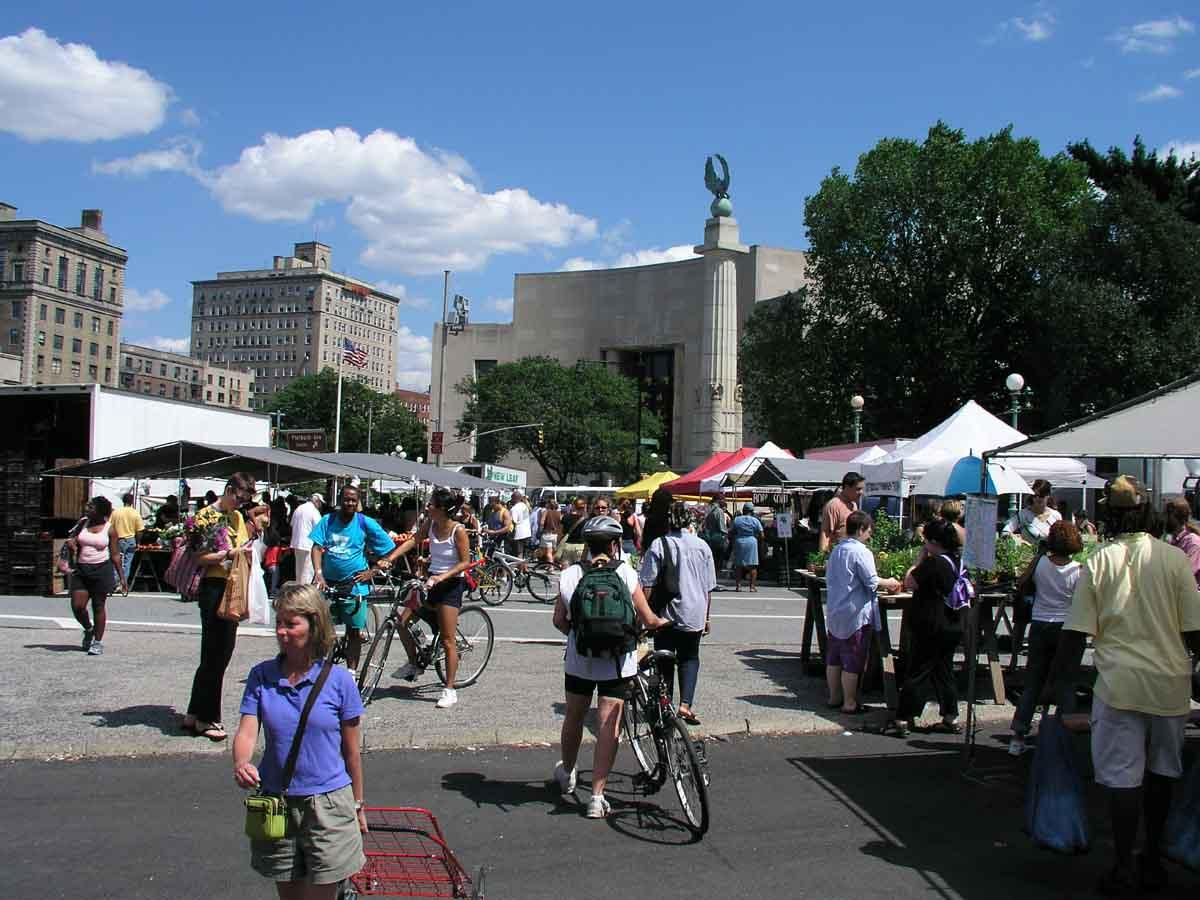
그랜드 아미 플라자

그랜드 아미 플라자(Grand Army Plaza)는 미국 뉴욕 프로스펙트 공원 입구로, 광장의 형식을 취하고 있다. 베일리 분수, 브루클린 공공 도서관 등이 위치한다.